# Осебици (Бакау)
Осебици (рум. Osebiți) насеље је у Румунији у округу Бакау у општини Луизи-Калугара. Oпштина се налази на надморској висини од 314 m.

## Становништво
Према подацима из 2002. године у насељу је живело 1971 становника.

### Попис2002.
| Расподела становништва по националности 2002.‍ | Расподела становништва по националности 2002.‍ | Расподела становништва по националности 2002.‍ | Расподела становништва по националности 2002.‍ | Расподела становништва по националности 2002.‍ |
| --------------------------------------------- | --------------------------------------------- | --------------------------------------------- | --------------------------------------------- | --------------------------------------------- |
|                                               |                                               |                                               |                                               |                                               |
| Румуни                                        | Румуни                                        |                                               | 1.963                                         | 99,7%                                         |
| Чанго                                         | Чанго                                         |                                               | 5                                             | 0,3%                                          |